# Carlo Strijk
Carlo Strijk (Den Haag, 26 juli 1966) is een Nederlands voormalig televisiepresentator en ondernemer.

## Biografie
In 1988 was Strijk deelnemer aan Showmasters, een NCRV-programma gepresenteerd door Sandra Reemer waarin een potentiële tv-presentator via een competitie zichzelf moest bewijzen. Hij werd derde, achter Willem Bol en winnaar Jan ten Hoopen. Net als die twee maakte hij daarop een single, "House of love", die flopte.
Hij werd televisiepresentator: voor RTL 5 presenteerde hij het programma Hartedieven, voor de TROS de Bankgiroloterijshow. Tevens presenteerde hij voor Kindernet.
Strijk wierp zich op voor "allochtoon ondernemerschap", eerst als manager van uitzendbureau Coloured Holland, later als adviseur op hetzelfde terrein. Vervolgens was hij vicevoorzitter bij de stichting The Other Network, een netwerkorganisatie speciaal voor door hun afkomst biculturele ondernemers.
Naast zijn werk voor televisie is hij tevens werkzaam als coach/trainer. Naar aanleiding van zijn coachingmethode, die hij in de loop der jaren ontwikkelde, publiceerde hij het boek Vals Verlangen.
Strijk was lid van D66 en in 2006 een van degenen die zich kandidaat stelden voor het lijsttrekkerschap voor de Tweede Kamerverkiezingen. Hij eindigde na Alexander Pechtold, Lousewies van der Laan en Hein Westerouen van Meeteren op de vierde plaats en kwam, mede vanwege een opgelopen herseninfarct, uiteindelijk niet op de kieslijst terecht.
In 2012 keerde hij, vanuit een bestuursfunctie bij de partij Trots op Nederland van Rita Verdonk, terug in de politiek met een tweede plaats op de kandidatenlijst van de partij van Hero Brinkman, Democratisch Politiek Keerpunt. Deze partij verliet hij echter één dag na de verkiezingen. Strijk beschuldigde Brinkman ervan Trots op Nederland te hebben gekaapt voor zijn eigen gewin en verweet hem 'dictatoriaal leiderschap en egocentrisme'.